# 아스카촌
아스카촌(일본어: 明日香村)은 일본 나라현 중앙부에 있는 다카이치군의 촌이다.
중앙 집권 율령 국가의 탄생지로 아스카 시대의 궁전과 사적이 많이 발굴되고 있어서 "일본의 마음의 고향"으로도 소개된다. 일본에서 유일하게 전역이 고도 보존법 대상 지역인 자치체이다. 또 마을 전체를 유네스코 세계유산으로 등록하기 위한 계획이 구체화되고 있다.
아스카 시대의 중심지였으나 촌 이름을 飛鳥村이 아닌 동음이자인 明日香村으로 표기한다.

## 지리
주위가 언덕과 산으로 둘러싸인 작은 분지에 위치한다. 가시하라시, 사쿠라이시, 다카이치군 다카토리정, 요시노군 요시노정과 접한다.

## 역사
고대 일본의 수도가 잠시 이곳에 위치해 있었기 때문에 아스카는 역사 관광지로 잘 알려져 있다.
- 1956년 7월 3일 - 옛 다카이치군 사카아이촌, 다카이치촌, 아스카촌 등 3개 촌이 합병해 새로운 아스카촌이 되었다.
- 1972년 3월 21일 - 다카마쓰 고분에서 채색 벽화가 발견되었다.

## 교통

### 철도
- 긴키 닛폰 철도 요시노선
  - (← 가시하라시 오카데라역) - 아스카역 - (다카토리정 쓰보사카야마역 →)

### 도로
- 국도 제169호선

## 같이 보기
- 일본의 수도
- 쇼토쿠 태자
- 긴메이 천황
- 스이코 천황